# Uniformes et Jupons courts
Pour plus de détails, voir Fiche technique et Distribution.
Uniformes et Jupons courts (The Major and the Minor) est le premier film américain de Billy Wilder sorti en 1942.

## Synopsis
Susan Applegate, dégoûtée par sa vie new-yorkaise de coiffeuse pour homme à domicile, décide de retourner dans l'Iowa. Ses économies ne lui permettant pas de payer la totalité du voyage en train, elle se déguise en fillette pour bénéficier d'un billet demi-tarif.
Traquée par les contrôleurs, Susan se réfugie dans le compartiment–lit d'un bel officier instructeur. Croyant avoir affaire à une gamine de douze ans, il s'institue son protecteur. Mais, voilà ! Le bel officier a une fiancée qui vient le chercher à l'arrivée et découvre, par un malencontreux hasard, la passagère fraudeuse sans son déguisement de gamine. Énorme scandale à l'école militaire ! Entre-temps la fausse adolescente remet son déguisement et fait illusion devant tout l'aréopage militaire accusateur qui s'en trouve rassuré. C'est même chez la fiancée jalouse que Susan ("Sou-Sou") est logée en compagnie de la sœur cadette de cette dernière. Le gentil officier instructeur, toujours dupe, joue le bon oncle protecteur de son invitée temporaire qui devient la coqueluche des élèves officiers.
La suite est prévisible. La fiancée jalouse est la méchante rivale à évincer et le vaillant officier, en partance pour la guerre, découvrira que la gamine "Sou-Sou" est une grande fille tout à fait épousable.

## Fiche technique
- Titre : Uniformes et Jupons courts
- Titre original : The Major and the Minor
- Réalisation : Billy Wilder
- Scénario : Billy Wilder et Charles Brackett d'après la pièce de Edward Childs Carpenter et l'histoire de Fannie Kilbourne
- Production : Arthur Hornblow Jr.
- Société de production : Paramount Pictures
- Photographie : Leo Tover
- Musique : Robert Emmett Dolan
- Décors : Hans Dreier et Roland Anderson
- Costumes : Edith Head
- Montage : Doane Harrison
- Pays d'origine : États-Unis
- Format : noir & blanc
- Genre : Comédie
- Durée : 100 minutes
- Date de sortie : 1942 (États-Unis)

## Distribution
- Ginger Rogers : Susan Applegate
- Ray Milland : Le major Philip Kirby
- Rita Johnson : Pamela Hill
- Robert Benchley : M. Osborne
- Diana Lynn : Lucy Hill
- Norma Varden : Mme Osborne
- Edward Fielding : Le colonel Hill
- Frankie Thomas : Osborne
- Raymond Roe : Wigton
- Charles Smith : Korner
- Will Wright
- Lela Rogers (mère de Ginger) : Mme Applegate mère
- Ethel Clayton (non-créditée) : une invitée au bal des cadets